# Teguise

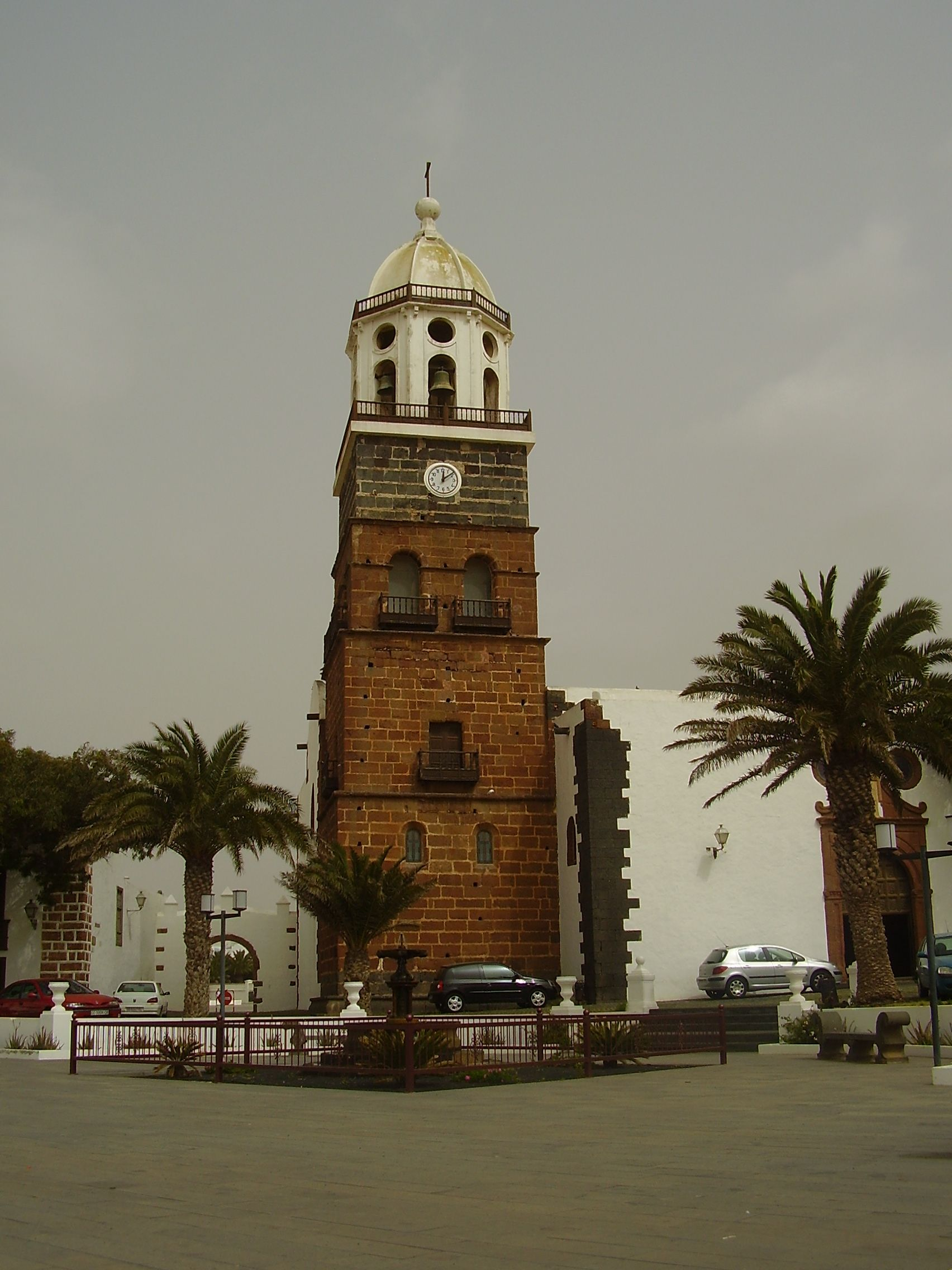
Église de Teguise

Teguise est une commune de la province de Las Palmas dans la communauté autonome des Îles Canaries en Espagne. Elle est située au centre de l'île de Lanzarote.
Teguise était la capitale de Lanzarote jusqu'en 1852 et se nommait alors San Miguel de Teguise. Elle est l'une des plus anciennes communes des îles Canaries avec Betancuria sur l'île de Fuerteventura.
Les petites îles secondaires de l'archipel de Chinijo (La Graciosa et les îlots inhabités de Alegranza, Montaña Clara, Roque del Este et Roque del Oeste) sont également rattachés à la commune de Teguise.

## Géographie

### Localisation

Localisation de l'île de Lanzarote dans les Îles Canaries.
Localisation de Teguise dans l'île de Lanzarote.

|        | Océan Atlantique          | Haría            |
| Tinajo | Teguise                   | Océan Atlantique |
|        | San Bartolomé et Arrecife | Océan Atlantique |

### Villages de la commune
(Nombre d'habitants en 2008)
- Costa Teguise (6 324)
- Tahiche (3 751)
- Villa de Teguise (1 625)
- Guatiza (847)
- Nazaret (925)
- Caleta de Famara (837)
- Caleta de Sebo (La Graciosa) (648)
- Soo (615)
- Tao (561)
- Los Valles (409)
- Mozaga (376)
- Muñique (366)
- Tiagua (308)
- Teseguite (284)
- Los Cocoteros (256)
- Las Caletas (138)
- El Mojón (107)
- Las Cabreras (106)
- Caleta de Caballo (126)
- Tomaren (61)
- Las Laderas (58)
- Los Ancones (44)
- Charco del Palo (26)

## Histoire
La Real Villa de Teguise (ville royale) a été fondée par Maciot de Béthencourt, un neveu du conquérant normand Jean de Béthencourt. Maciot avait une compagne du nom de Teguise d'après laquelle fut nommée la commune qui s'appelait précédemment Acatife.
Après avoir détruit Arrecife, le pirate Morato Arraez a pillé la ville en 1568 et tué ou réduit en esclavage beaucoup de ses habitants. La rue Callejon de Sangre (ruelle du sang) nous rappelle encore cette tragédie avec une plaque commémorative. Ces attaques durèrent jusqu'en 1618, année durant laquelle des Berbères réduisirent la ville en cendres une fois de plus. Le fort Castillo de Santa Bárbara édifié sur le volcan Guanapay (435 m) devait servir de protection contre ces attaques, mais en vain. Jusqu'au XVIIIe s. On compta 20 raids contre la ville.

## Patrimoine
- Église San Miguel (1428), une des plus vieilles églises des îles Canaries.
- Le grand marché dominical dans le centre de Teguise.
- À proximité: le fort Santa Bárbara (XVIe s.) qui abrite le musée de la piraterie.
- À Guatiza, le Jardin de Cactus.

## Quelques vues des rues de Teguise
Le centre de Teguise est remarquable pour ses rues bordées de maisons blanches aux volets et portes peintes.

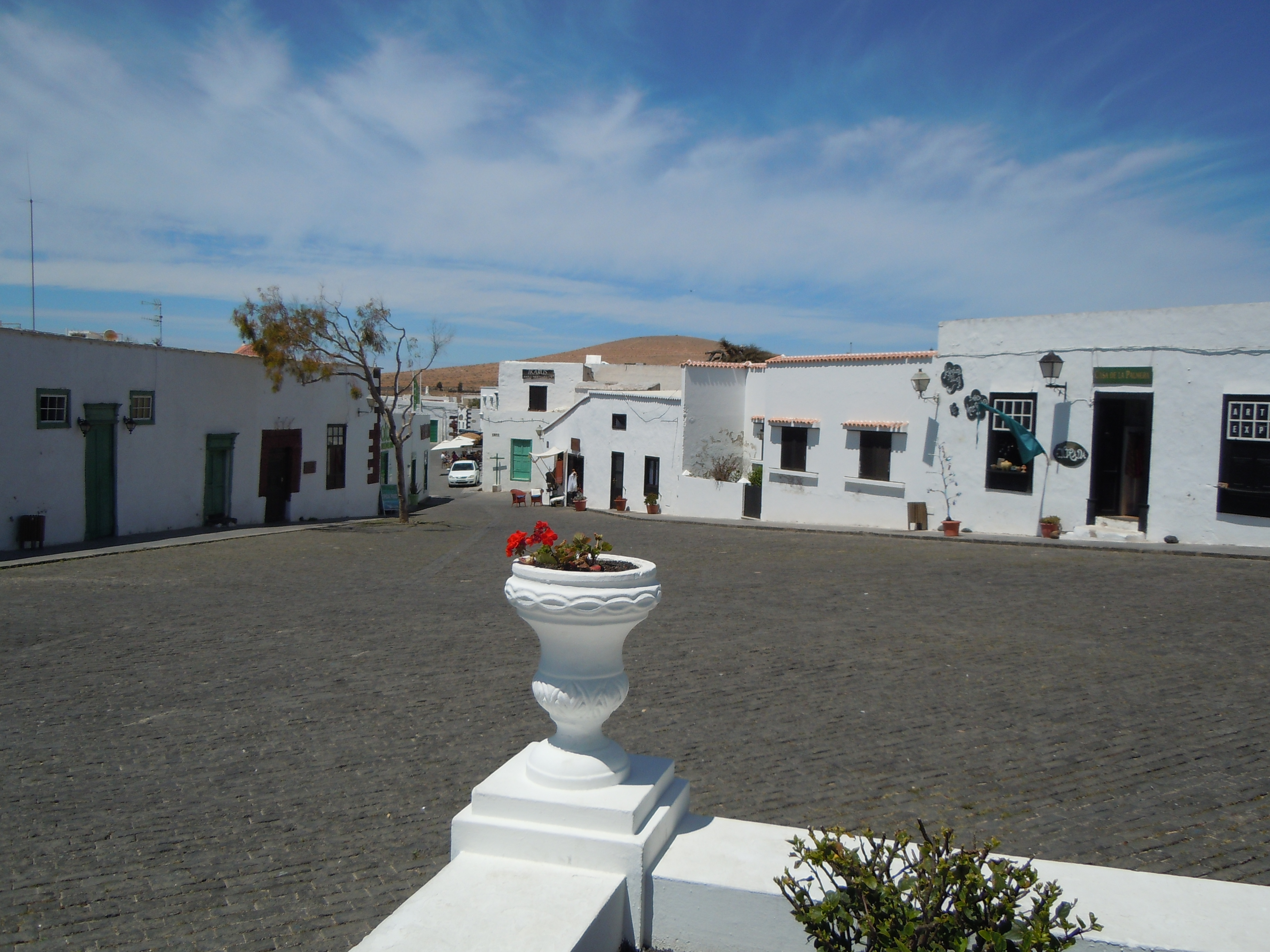
Plaza de la Constitución
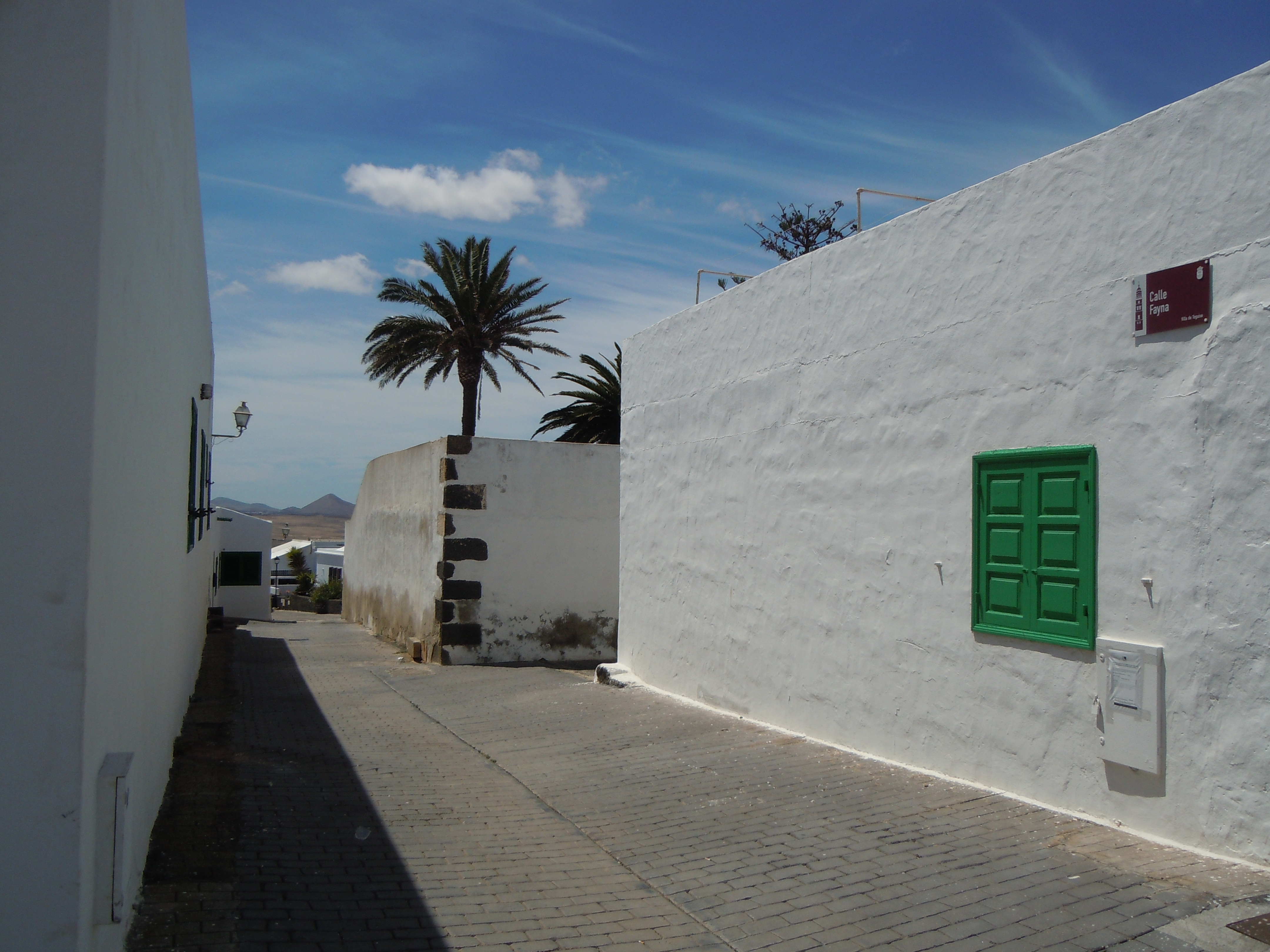
Calle Fayna
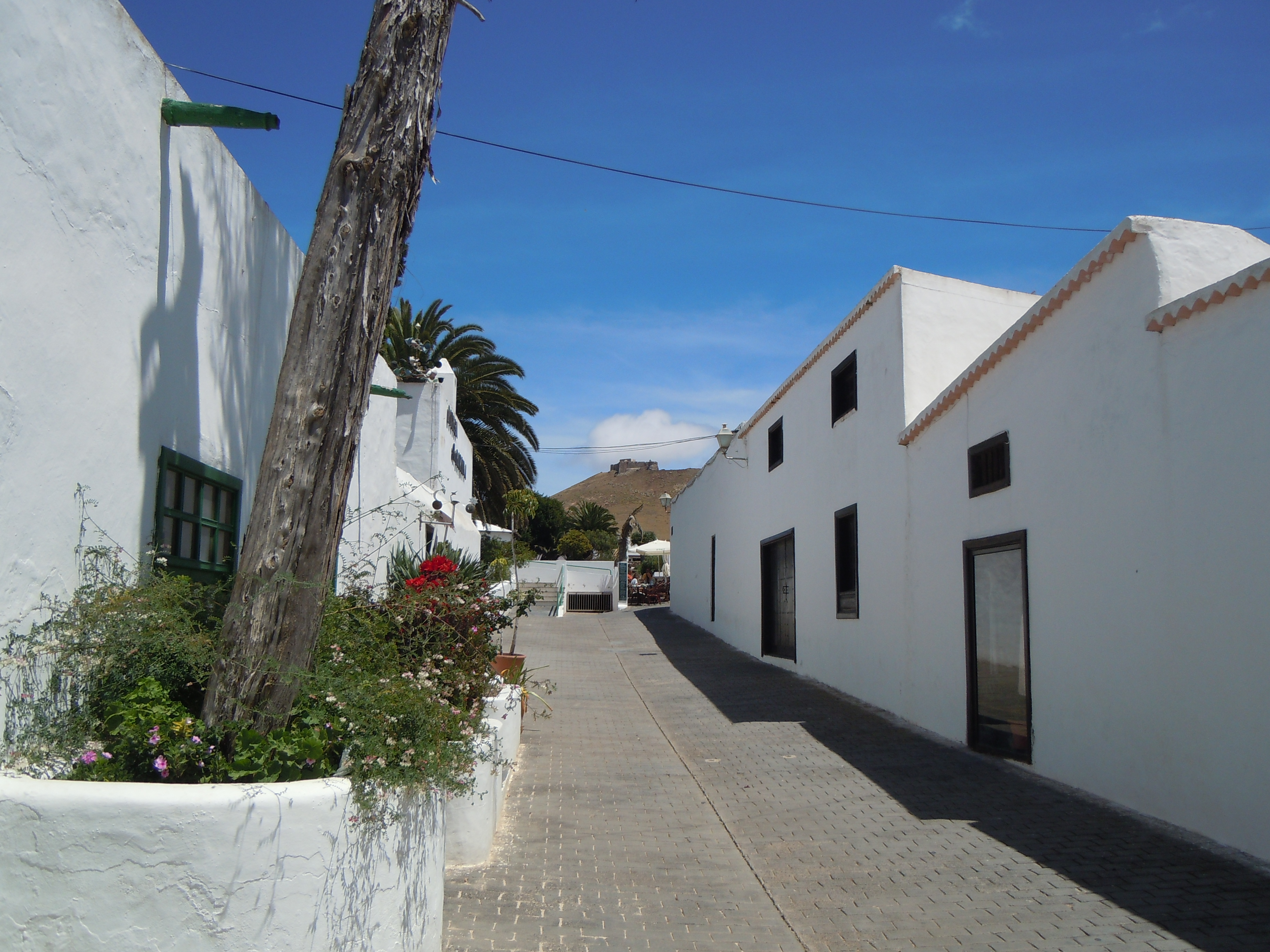
Calle la Cruz
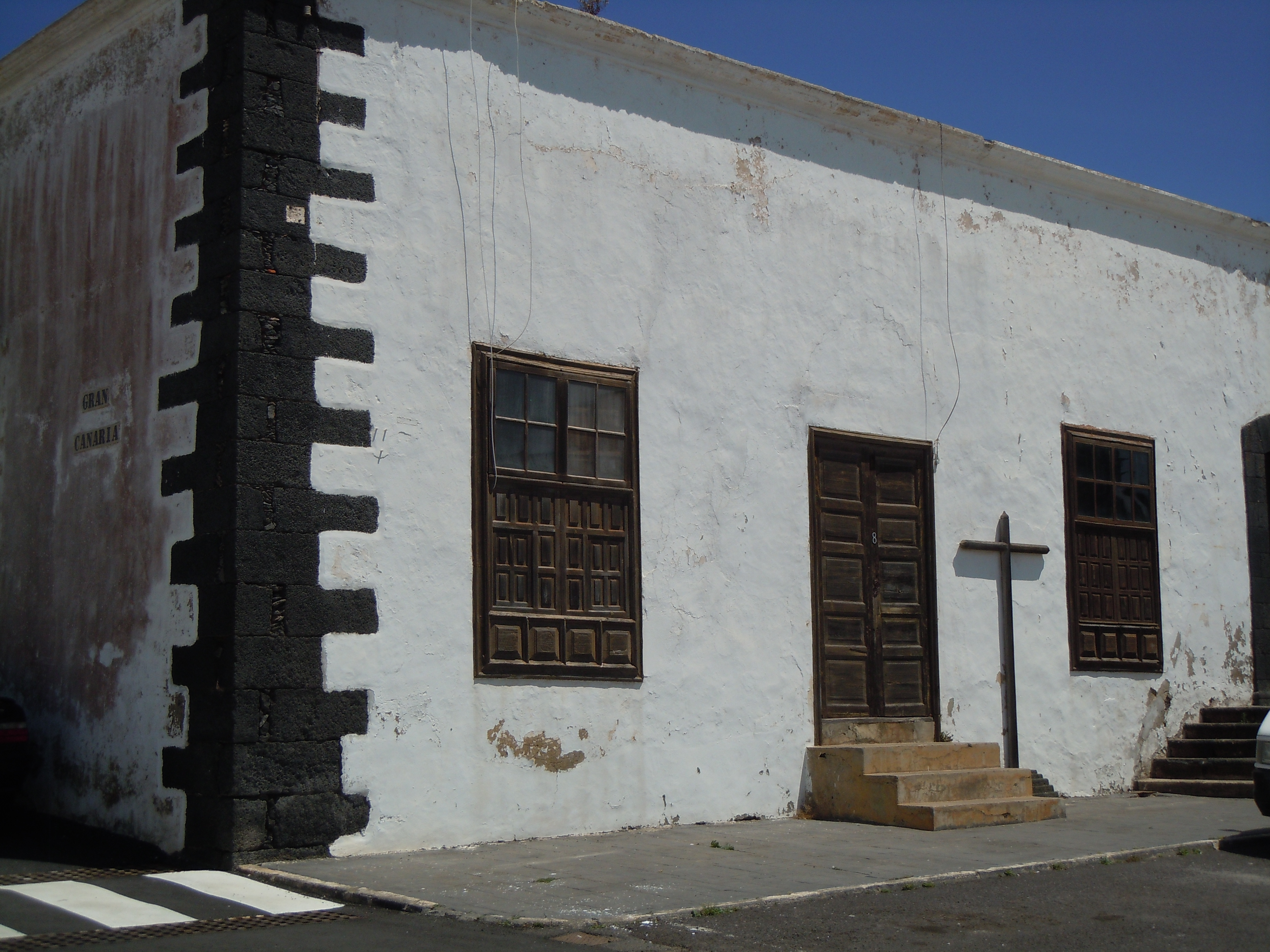
Plaza General Franco
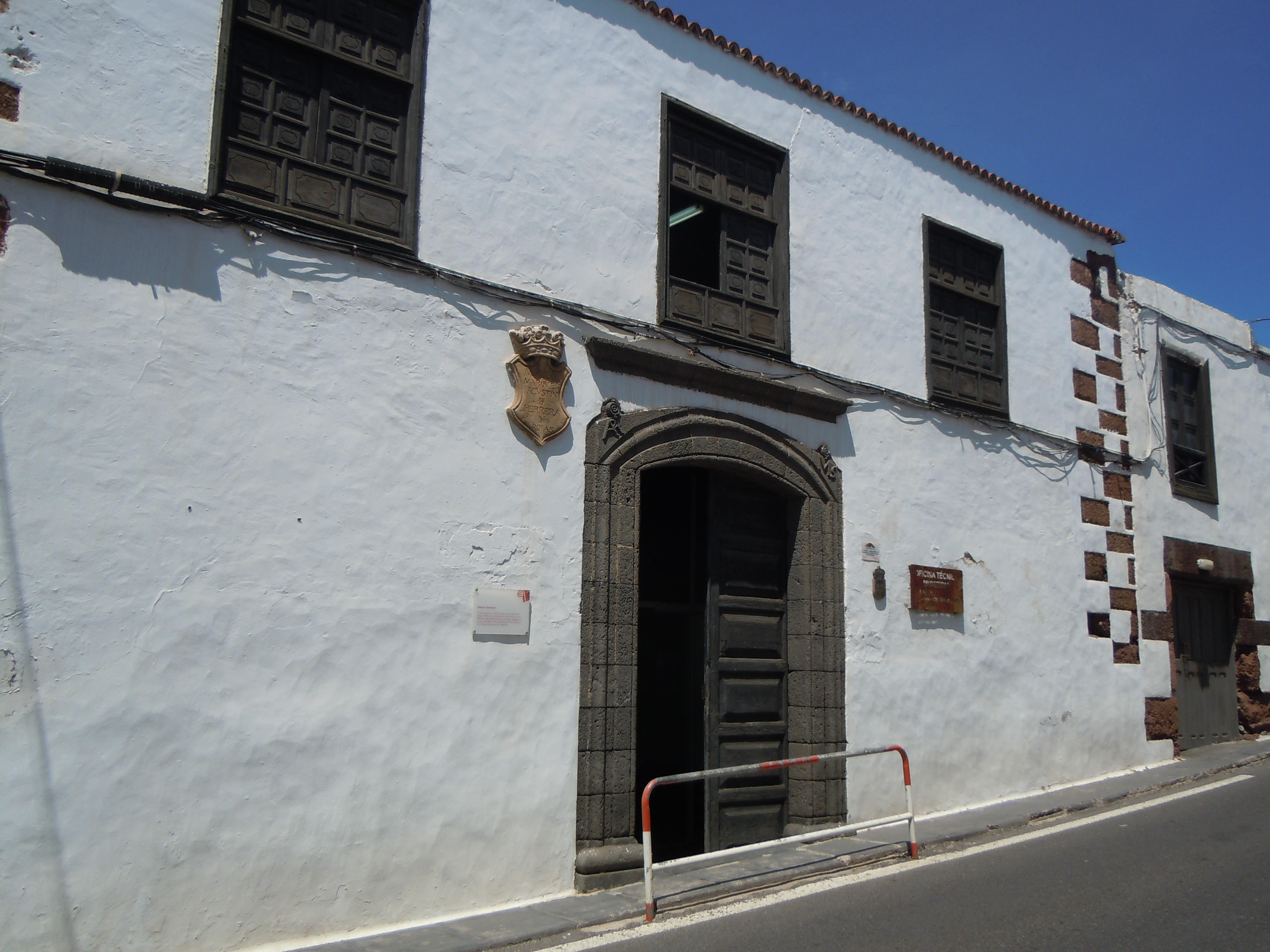
Calle Jose Betancort
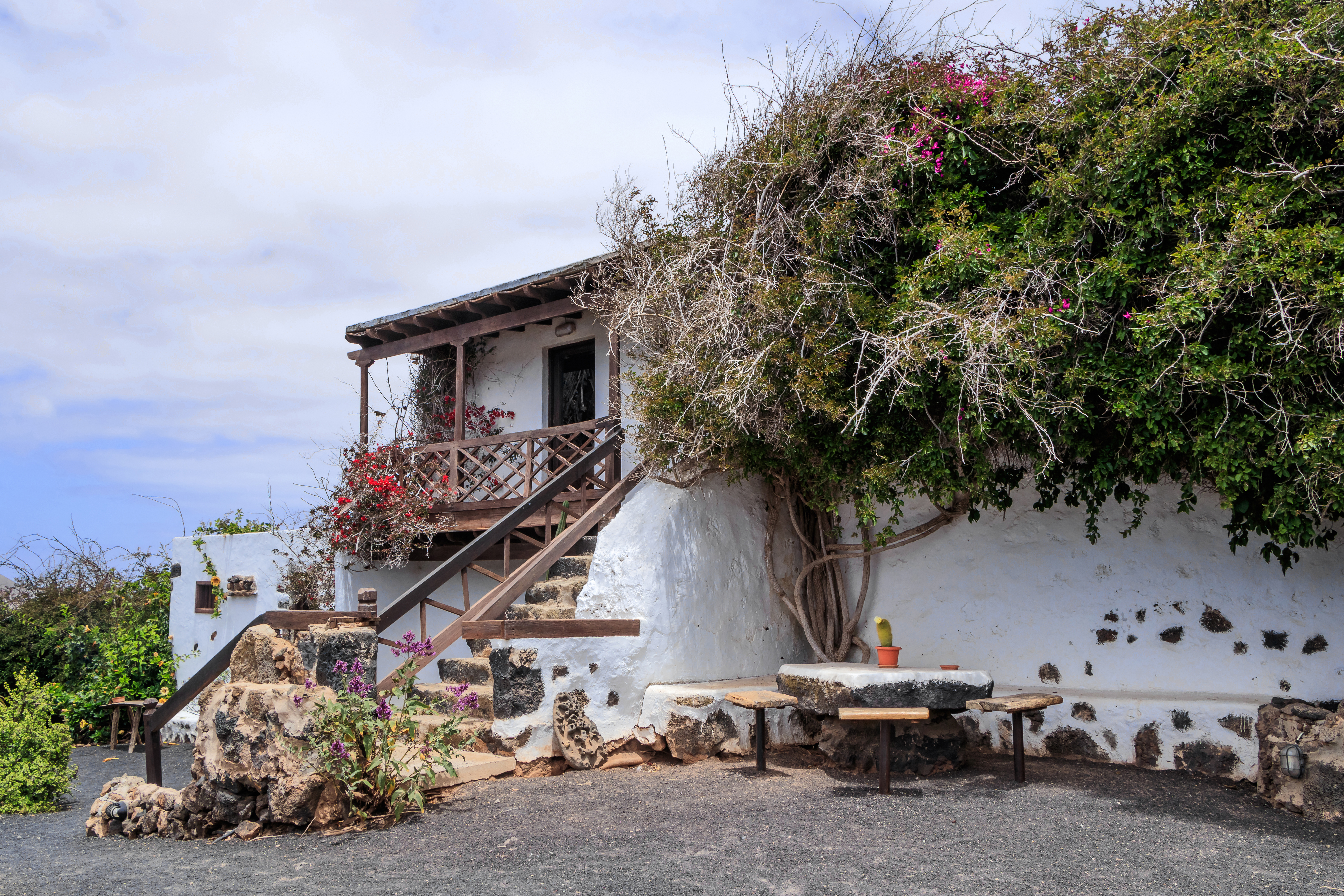
Une vue du musée agricole de Teguise. Mai 2018.